# Etnoarqueologia
A etnoarqueologia é um estudo comparativo dos dados arqueológicos e etnográficos.
A etnoarqueologia é a disciplina que procura entender de que forma o conjunto de objetos produzidos e utilizados por uma sociedade pode informar sobre o comportamento das pessoas e suas estruturas sociais, através de referências junto a sociedades vivas, como as conhecidas e denominadas "sociedades tradicionais", tendo como exemplo grupos indígenas, negros e caiçaras.
Outra definição mais atual de etnoarqueologia é: "a etnoarqueologia é uma subdisciplina da arqueologia e da antropologia social que obtém informação sistemática em relação a dimensão material da conduta humana tanto em ordem ideacional quanto fenomenológica." 